# 田村栄 (文芸評論家)
田村 栄（たむら さかえ、1919年12月5日 - 1991年10月18日）は、文芸評論家。

## 経歴
東京生まれ。中学時代、プロキノの流れをくむ「スタジオF」で映画を学ぶ。1942年慶應義塾大学文学部史学科を病気中退。戦中・戦後の長い療養生活の間、『アララギ』に属して短歌を詠む。戦後は高校教師、編集者、私塾教師。日本民主主義文学同盟に参加し、幹事。

## 著書
- 『石川啄木 夢と真実に生きた詩人』下高原千歳絵 岩崎書店 少国民の偉人物語文庫 1960
- 『松本清張 その人生と文学』啓隆閣新社 1976
- 『続・松本清張 その人生と文学』清山社 1977
- 『新田次郎』清山社 現代作家シリーズ 1978

## 注
1. ↑  『「現代物故者事典」総索引 : 昭和元年～平成23年 2 (学術・文芸・芸術篇)』日外アソシエーツ株式会社、2012年、694頁。
2. ↑  『人物物故大年表』
3. ↑  『続松本清張』著者紹介